# Consistório Ordinário Público de 1930
Neste consistório, o Papa Pio XI fez três oficiais italianos da Cúria Romana , um arcebispo brasileiro, e um cardeal bispo francês. Deixou o Colégio equilibrado entre 31 italianos e 32 não italianos.

## Cardeais Eleitores
| Nº                 | País               | Nome                              | Idade              | Cargo                                                       | Título ou Diaconia                                 |
| Cardeais eleitores | Cardeais eleitores | Cardeais eleitores                | Cardeais eleitores | Cardeais eleitores                                          | Cardeais eleitores                                 |
| ------------------ | ------------------ | --------------------------------- | ------------------ | ----------------------------------------------------------- | -------------------------------------------------- |
| 1                  | Brasil             | Sebastião Leme da Silveira Cintra | 48                 | Arcebispo do Rio de Janeiro                                 | Cardeal-presbítero de São Bonifácio e Santo Aleixo |
| 2                  | Itália             | Francesco Marchetti Selvaggiani   | 58                 | Secretário Congregação para a Evangelização dos Povos       | Cardeal-presbítero de Santa Maria Nova             |
| 3                  | Itália             | Raffaele Carlo Rossi, O.C.D.      | 53                 | Secretário da Congregação para os Bispos                    | Cardeal-presbítero de Santa Praxedes               |
| 4                  | Itália             | Giulio Serafini                   | 62                 | Prefeito da Pontifício Conselho para os Textos Legislativos | Cardeal-presbítero de Santa Maria sobre Minerva    |
| 5                  | França             | Achille Liénart                   | 46                 | Bispo de Lille                                              | Cardeal-presbítero de São Sisto                    |

## Link Externo
- «Catholic Hierarchy» (em inglês)